# 东寨镇 (永昌县)
东寨镇，是中华人民共和国甘肃省金昌市永昌县下辖的一个乡镇级行政单位。

## 行政区划
东寨镇下辖以下地区：
头坝村、永丰村、上三坝村、二坝村、下二坝村、新二坝村、上四坝村、双桥村、下三坝村、龙口村和下四坝村。